# Hidrogenosoma

Abb.1: Modelo de síntesis de ATP en hidrogenosomas.
abb.: CoA = Coenzima A

Un hidrogenosoma es un orgánulo limitado por membranas encontrado en las células de ciliados, flagelados y hongos. Produce hidrógeno molecular y ATP. Se cree que este orgánulo pudo haberse desarrollado a partir de las mitocondrias.
Los hidrogenosomas tienen aproximadamente 1 μm de diámetro. Al igual las mitocondrias están limitados por membranas dobles, presentando la membrana interna algunas proyecciones de tipo cresta. Los hidrogenosomas se desarrollaron de las mitocondrias por la pérdida concomitante de características mitocondriales básicas, siendo la más notable la pérdida de su genoma. No se encuentran genomas hidrogenosomiales en Neocallimastix, Trichomonas vaginalis y T. foetus, sin embargo, sí se han encontrado en el ciliado Nyctotherus ovalis.
Los hidrogenosomas mejor estudiados son los de los parásitos transmitidos sexualmente T. vaginalis y T. foetus y de los Chytridiomycota del rumen tales como Neocallimastix.
El ciliado Nyctotherus ovalis, encontrado en el intestino posterior de varias especies de cucaracha, tiene numerosos hidrogenosomas asociados íntimamente con arqueas metanógenas endosimbióticas que utilizan el hidrógeno producido por los hidrogenosomas. La matriz de hidrogenosomas de Nyctotherus ovalis contiene partículas parecidas a ribosomas y un tipo de ribosoma (70s) de la archaea metanógena endosimbiótica. Esto sugirió la presencia de un genoma organular que fue posteriormente descubierto por Akhmanova y más tarde secuenciado en parte por Boxma.
En realidad, la "hipótesis del hidrógeno" estipula que se produjo una endosimbiosis en una célula primitiva antes de que hubiera desarrollado un núcleo. Esta hipótesis dice que una bacteria se metió por endosimbiosis en el interior de una arquea. La bacteria que conformaría a la mitocondria desprendía mucho hidrógeno que era utilizado por la arquea lo que favoreció que terminaran creciendo juntas al ser este un hecho favorable evolutivamente. En esa simbiosis surge lo que viene a ser la diferenciación de la mitocondria y de lo que luego conforma al hidrogenosoma. La mitocondria opta por una vía evolutiva en la que respira la fuente de energía y el hidrogenosoma fermentaba la fuente de energía. 
Por tanto podría concluirse que el hidrogenosoma no es una mitocondria degenerada, sino una diversificación evolutiva común que da lugar a las mitocondrias o al hidrogenosoma.

## Historia
Los hidrogenosomas fueron descubiertos a principios de los años 70 por Lindamaraka y Miuler en EE. UU. y por Kulda en Praga.